# Roger Johnson
Roger Johnson (Ashford, 28 aprile 1983) è un allenatore di calcio ed ex calciatore inglese, difensore svincolato.

## Carriera

### Club

#### Wycombe Wanderers Football Club
Dopo 2 anni nelle giovanili, passa in prima squadra, dove ci rimane dal 2000 al 2006. Gioca totalmente 156 partite con 19 gol totali.
In suo onore il Wycombe ha ritirato la maglia di gioco numero 14 da lui indossata.

#### Cardiff City
Nell'estate del 2006 passa alla squadra gallese del Cardiff City. Viene pagato con la cifra di 275'000 sterline, superiore all'offerta della rivale Stoke City (100'000 sterline). L'esordio con la formazione gallese avviene nella prima giornata di campionato contro il Barnsley, match vinto 2-1, entrando all'81º minuto. L'esordio da titolare avviene la giornata successiva, contro il West Bromwich, match finito 1-1 allo Ninian Park. Il suo primo gol stagionale avviene contro il Preston, match vinto 4-1. Il suo secondo gol avviene nella 41ª giornata di campionato contro lo Sheff Wed (perso 2-1).
Totalmente quest'anno gioca 32 partite con 2 gol nella rosa gallese.
La seconda stagione in Galles inizia con il match perso 1-0 contro lo Stoke City (11 agosto), giocando tutti i 90 minuti. Il 14 agosto fa il suo esordio nella League Cup contro il Brighton (match vinto 1-0 durante i tempi supplementari), dove fa il suo primo gol stagionale e il primo in questa competizione. Mentre l'esordio nella FA Cup avviene il 5 gennaio 2008, contro il Chasetown FC, match vinto 3-1. Il suo primo gol in questa competizione avviene il 9 marzo contro il Middlesbrough, match vinto 2-0 a Middlesbrough. Il suo primo gol in campionato avviene contro il Norwich City, match vinto 2-1.
Totalmente quest'anno gioca, con la maglia gallese, 52 partite tra campionato e coppa con 7 gol.
La sua terza ed ultima stagione in Galles inizia subito con un gol, contro il Southampton, contribuendo la vittoria alla squadra per 2-1 al Ninian Park. L'esordio in League Cup in questa stagione avviene il 12 agosto 2008 contro il Bournemouth, match vinto 2-1. Invece nella FA Cup gioca da titolare le partite di andata e ritorno contro l'Arsenal (and. 0-0; rit. 4-0 per l'Arsenal).
Totalmente quest'anno gioca 51 partite, segnando 5 gol.

#### Birmingham City
Nell'estate del 2009 passa alla società inglese del Birmingham City, partecipante nel campionato maggiore inglese. L'esordio con il birmingham avviene nella prima giornata di campionato, contro il Manchester United, match perso 1-0. Invece l'esordio nella FA Cup avviene il 2 gennaio 2010, contro il Nottingham Forest, match finito 0-0.
Totalmente il primo anno al Birmingham finisce giocando 43 partite con un assist.
L'esordio in questa stagione avviene contro il Sunderland, match pareggiato 2-2. Il suo primo gol con il Birmingham avviene 2 giornate dopo, nel match finito 2-2 contro il Bolton. Ciò si ripete contro l'Aston Villa, nella 23ª giornata di campionato, match finito 1-1.
Totalmente quest'anno gioca 45 partite con 3 gol e 2 autogol.

#### Wolverhampton
L'11 giugno 2011 passa al Wolverhampton, che dà al Birmingham 7 milioni di sterline. L'esordio in Premier League 2011-12 avviene contro il Blackburn, match vinto 2-1 all'Ewood Park. L'esordio in FA Cup avviene il 7 gennaio 2012, nel match pareggiato 0-0 contro la sua ex, il Birmingham.
Totalmente quest'anno gioca 28 partite senza mettere a segno un gol

## Palmarès

### Club

#### Competizioni nazionali
- Coppa di Lega inglese: 1

Birmingham City: 2010-2011